# Gilbert Aubry

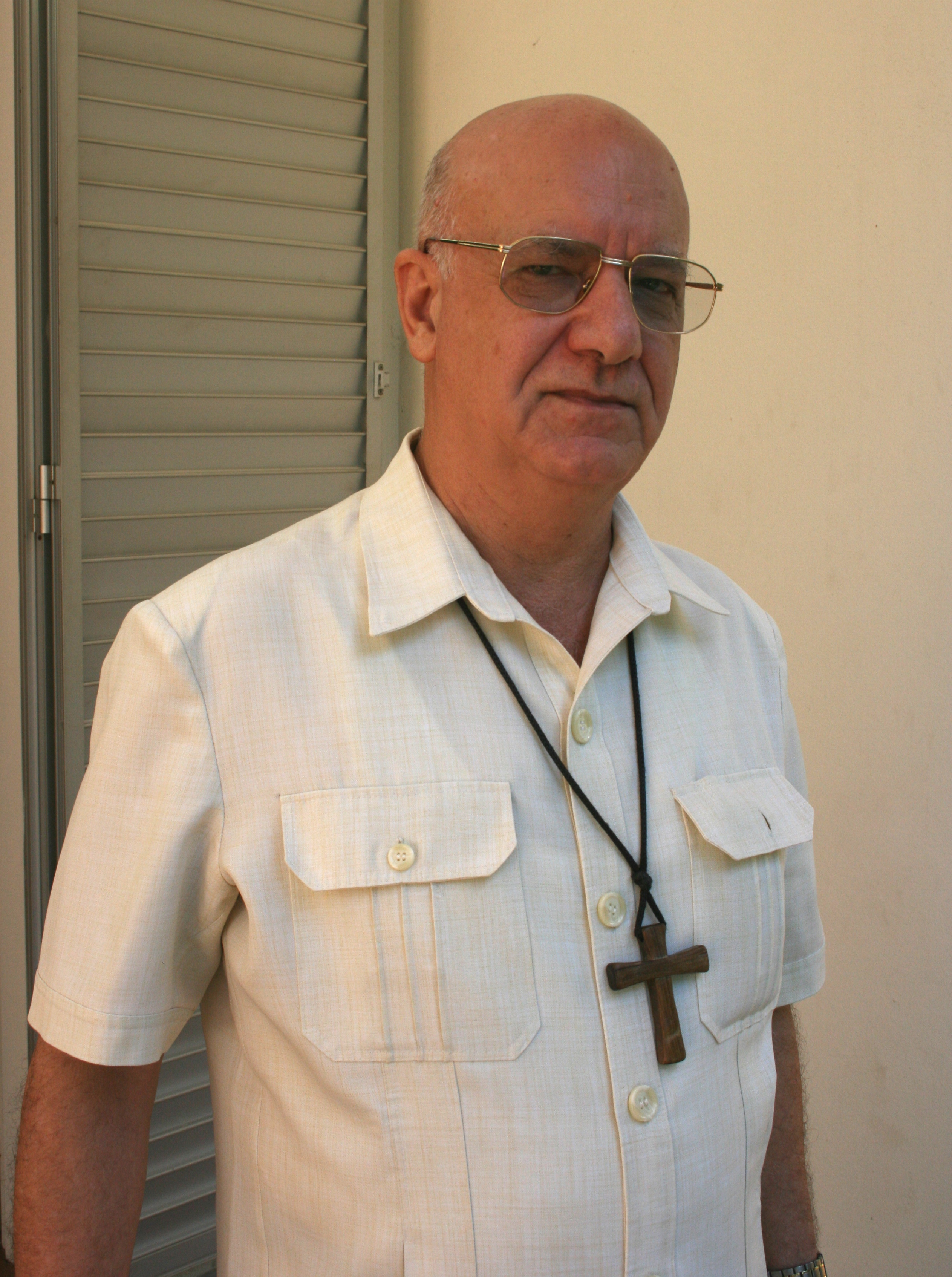
Gilbert Aubry (2009)

Gilbert Guillaume Marie-Jean Aubry (* 10. Mai 1942 in Saint-Louis, Réunion) ist ein französischer Geistlicher und emeritierter römisch-katholischer Bischof von Saint-Denis-de-La Réunion.

## Leben
Gilbert Aubry studierte im Priesterseminar von La Croix-Valmer und an der Päpstlichen Universität Gregoriana. Am 23. August 1970 empfing er die Priesterweihe für das Bistum Saint-Denis-de-La Réunion. 
Am 20. November 1975 ernannte ihn Papst Paul VI. zum Bischof von Saint-Denis-de-La Réunion. Die Bischofsweihe spendete ihm sein Amtsvorgänger Georges-Henri Guibert CSSp am 2. Mai 1976; Mitkonsekratoren waren der Bischof von Port-Louis, Mauritius, Jean Margéot, und der Bischof von Port Victoria, Seychellen, Félix Paul.
Er war von 1989 bis 1996 und 2002 bis 2006 Vorsitzender der Bischofskonferenz der Inseln des Indischen Ozeans. 
Am 19. Juli 2023 nahm Papst Franziskus das von Gilbert Aubry aus Altersgründen vorgebrachte Rücktrittsgesuch an.